# 투표확인증
투표확인증(投票確認證)은 공직선거때 투표한 유권자에게 투표소에서 발급하는 확인증이다.
투표를 마친 유권자가 요청하면 투표소에서 투표확인증을 교부한다.
투표확인증의 발급기한은 정해져 있지 않으나 해당 선거의 선거인명부 보존기간이 만료된 경우에는 교부할 수 없다.
대한민국에서는 2008년 2월 29일에 법률 제8879호로 신설된 공직선거법 제6조(선거권행사의 보장) ②에서 투표확인증이 규정되어 있다.